# سیارک ۱۶۸۷۴
سیارک ۱۶۸۷۴ (به انگلیسی: 16874 Kurtwahl، نامگذاری:1998BK2) شانزده هزار و هشتصد و هفتاد و چهارمین سیارک کشف شده‌است که در ۲۰ ژانویه ۱۹۹۸ کشف شد.
قدر مطلق سیارک برابر ۹.۸ است.